# Église Saint-Sauveur de Serain
L'église Saint-Sauveur est une église située à Serain, en France.

## Localisation
L'église est située sur la commune de Serain, dans le département de l'Aisne.

## Historique
Le monument, édifié au 16e siècle,  est classé au titre des monuments historiques en 1914.